# Kravica elleni támadás
A Kravica elleni támadás a Bosznia-Hercegovinai Köztársaság hadseregének (ARBiH) támadása volt a srebrenicai enklávéból az ortodox karácsony napján, 1993. január 7-én, a boszniai szerb Kravica falu ellen. A boszniai háború alatt a srebrenicai enklávét a szerb erők blokád alá vették, és csak ritkán engedték be a humanitárius segélyszállítmányokat a területre, ami a srebrenicaiak körében éhséget és gyógyszerhiányt okozott. Az ARBiH állítólag többek között azért támadott, hogy élelmet találjon, de fegyvereket, lőszert és katonai felszerelést is szerezzen. A támadást a szerb ortodox karácsonyra szervezték, mert így a szerbek kevésbé voltak felkészülve bármilyen támadásra. A szerb oldalon a támadásban 43-46 ember halt meg, közülük 30-35 katona és 11-13 civil. Az esemény megítélése azóta is vitás. A Boszniai Szerb Köztársaság azt állította, hogy a bosnyák fegyveres csoportok az összes házat szisztematikusan felgyújtották, de ezt nem lehetett független forrásból ellenőrizni. A Naser Orić elleni Nemzetközi Bíróság (ICTY) által folytatott per során, a bírák arra a következtetésre jutottak, hogy sok házat már korábban leromboltak a háború alatt. A faluban elszenvedett polgári áldozatok miatt Szerbia azt állította, hogy a bosnyák erők mészárlást követtek el. Orićot felmentették a gyilkosságokkal kapcsolatos vádak alól, majd fellebbezés során minden vád alól felmentették.

## Előzmények
1992 áprilisában a Bosznia-Hercegovinában lévő szerbek által birtokolt területek összekapcsolása érdekében Kelet-Bosznia, beleértve Srebrenica és Bratunac városokat, a szerb és a boszniai szerb erők támadása alá került. A szerbeknek 1992. április 17-én sikerült elfoglalniuk Bratunacot és 1992. április 18-án Srebrenica nagy részét is, amit május elején nagyszabású mészárlások követtek. 1992 májusának elején azonban a bosnyák erők egy csapata– a helyi rendőrparancsnok, Naser Orić parancsnoksága alatt – képes volt kiűzni a boszniai szerb erőket Srebrenicából, és a várost szerbek által birtokolt területtel körülvéve a boszniai kormány által ellenőrzött enklávéként létrehozni. Srebrenica azonban továbbra is ostrom alatt maradt, és a blokád miatt egyre gyakoribbá vált az éhezés, a Srebrenica körüli bosnyák falvakat és városokat pedig folyamatosan támadták a szerb erők, ami miatt a várost elárasztották a menekültek. Több mint három évvel az 1995-ös srebrenicai népirtás előtt a boszniai szerb nacionalisták - Szerbia és a Jugoszláv Néphadsereg (JNA) logisztikai, erkölcsi és pénzügyi támogatásával - 296, túlnyomórészt bosnyák (boszniai muzulmán) falut pusztítottak el a Srebrenica környéki régióban. Mintegy 70 000 bosnyákot űztek el otthonából, és legalább 3166 bosnyákot mészároltak le szisztematikusan (dokumentált haláleset), köztük sok nőt, gyermeket és idős embert.
A Naser Orić-perben hozott ítélet szerint:
|  | „1992 áprilisa és 1993 márciusa között Srebrenica városa és a boszniai muzulmánok birtokában levő környékbeli falvak folyamatosan szerb katonai támadásoknak voltak kitéve, beleértve a tüzérségi támadásokat, mesterlövészek tüzét, valamint alkalmanként repülőgépek bombázását. Mindegyik támadás hasonló mintát követett. Szerb katonák és félkatonai szervezetek körbevettek egy boszniai muszlim falut vagy települést, felszólították a lakosságot, hogy adják le fegyvereiket, majd válogatás nélküli ágyúzással és lövöldözéssel megkezdték a támadást. A legtöbb esetben ezután behatoltak a faluba vagy a településre, kiűzték vagy megölték a jelentős ellenállást nem tanúsító lakosságot, és lerombolták otthonaikat. Ebben az időszakban Srebrenicát naponta, minden irányból válogatás nélkül ágyúzták. Különösen Potočari volt a szerb tüzérség és gyalogság napi célpontja volt, mert érzékeny pontja volt a Srebrenica körüli védelmi vonalnak, de más boszniai muszlim településeket is rendszeresen megtámadtak. Mindez nagyszámú menekülthöz és áldozathoz vezetett.” |
|  | |

## A támadás
1993. január 7-én és 8-án a boszniai hadsereg katonái megtámadták a szerbek lakta Kravica falut. A csapatok a srebrenicai enklávé számos falujából származtak. A támadás idején számos szerb önkéntes és néhány szerb civil tartózkodott Kravicában. A bizonyítékok azt mutatják, hogy szerb katonai jelenlét is volt a területen. A támadást ellenállás fogadta. A szerbek a házakból és egyéb épületekből tüzérséggel lőtték a támadó bosnyákokat; akik a környékbeli házakat felgyújtották. Az épületek nagymértékben megsemmisültek, a bizonyítékok azonban nem egyértelműek azon házak számát illetően, amelyeket bosnyákok szándékosan romboltak le, vagy más okból semmisültek meg.
A Boszniai Szerb Köztársaság Hadserege (VRS) eredeti dokumentációjába való betekintés azt mutatta, hogy a katonai áldozatok száma jóval meghaladta a polgári áldozatokét. A „Bratunac-dandár hadiútja” című dokumentum 35 halottra teszi a katonai áldozatok számát; míg a támadás polgári áldozatainak száma tizenegy volt.Más források szerint az áldozatok száma 43 halott, köztük legalább 13 civil.

## Következmények
Nem sokkal a Kravica elleni támadás után a szerb erők jelentős offenzívát indítottak, amelynek eredményeként az ENSZ biztonsági övezetté nyilvánította Srebrenicát, ahol Naser Orić parancsnoksága alatt jelentős számú boszniai kormányerők húzódtak meg.
Az áldozatok természetével és számával kapcsolatos vita 2005-ben, a mészárlás 10. évfordulóján élesedett ki. A Human Rights Watch szerint a szélsőségesen nacionalista Szerb Radikális Párt „agresszív kampányt indított annak bizonyítására, hogy a bosnyákok szerbek ezrei ellen követtek el bűncselekményeket a térségben”, amelynek célja "az 1995. júliusi bűncselekmények jelentőségének csökkentése volt".
2006-ban Orić a volt Jugoszláviával foglalkozó nemzetközi büntetőtörvényszék (ICTY) eljáró tanácsa előtt állt Hollandiában, és számos bűncselekmény miatt (a szándékos pusztítás és a polgári infrastruktúrának okozott károk, beleértve Kravicát is) emeltek vádat ellene. 2006-ban a bíróság felmentette ezen, és más vádak alól, majd a fellebbviteli bíróság 2008-ban minden vád alól felmentette.
Egyes szerbek, köztük Milorad Dodik, a Boszniai Szerb Köztársaság elnöke a kravicai támadásra hivatkoznak a srebrenicai mészárlás igazolásaként.

## Jogi megállapítások
Az Orić elleni ügyben hozott ítélet alapján Kravica egy katonai támaszpont volt, ahonnan a szerbek halálos támadásokat indítottak a szomszédos boszniai muszlim falvak és maga Srebrenica városa ellen. Az 1993. január 7-iki bosnyák ellentámadást Kravica ellen a humanitárius segélyek szerb blokádja és a közeli boszniai muszlim falvak elleni folyamatos támadások váltották ki, vagyis válasz volt a korábbi szerb támadásokra, amelyek 1992 decemberében történtek. A kamara megállapításai szerint:
|  | „A harcok 1992 decemberében és 1993 január elején fokozódtak, amikor a boszniai szerbek elsősorban Kravica és Ježestica irányából támadtak a boszniai muszlimokra. 1993. január 7-én, az ortodox karácsony napján kora reggel boszniai muszlimok megtámadták Kravicát, Ježesticát és Šiljkovićit. Meggyőző bizonyítékok arra utalnak, hogy a falu önkénteseit a VRS (Boszniai Szerb Köztársaság Hadserege) támogatta, és az 1992 nyarán lezajlott harcokat követően katonai támogatásban részesültek, beleértve a fegyvereket és a kiképzést. Jelentős mennyiségű fegyvert és lőszert őriztek Kravicában és Šiljkovićiban. Sőt, arra is van bizonyíték, hogy a faluőrökön kívül szerb és boszniai szerb katonai jelenlét is volt a környéken... Az eljáró kamara nem elégszik meg azzal, hogy ez kizárólag a boszniai muszlimoknak tudható be. A bizonyítékok nem egyértelműek a boszniai muzulmánok és a boszniai szerbek által lerombolt házak számáról. Ennek a bizonytalanságnak a fényében az eljáró tanács arra a következtetésre jutott, hogy az 1992. december 7. és 8. közötti kravicai vagyonmegsemmisítés nem felel meg a városok, települések, falvak katonai szükségszerűség által nem indokolt szándékos rombolásának.” |
|  | |

Az ítélet azt is megerősíti, hogy a humanitárius segélyek szerb blokádja miatt a bosnyák menekültek körében az ostromlott enklávéban kezdett eluralkodni az éhhalál. Ennek eredményeként a bosnyákoknak ellentámadást kellett indítaniuk a Srebrenica körüli szerb katonai támaszpontok ellen, hogy megszerezzék a túléléshez nagyon szükséges élelmiszert és egyéb szükségleteket:
|  | „1992 júniusa és 1993 márciusa között a bosnyákok lerohantak számos olyan falut és települést, ahol boszniai szerbek laktak, vagy ahonnan korábban elűzték a boszniai muszlimokat. Az akciók egyik célja élelmiszer, fegyver, lőszer és katonai felszerelés beszerzése volt. A boszniai szerbek szerint ezek az akciók jelentős boszniai szerb élet- és vagyonveszteséget okoztak... A bekötőutakat ellenőrző boszniai szerb erők nem engedték, hogy a nemzetközi humanitárius segélyek – legfőképpen élelmiszerek és gyógyszerek – Srebrenicába jussanak. Ennek következtében állandó és súlyos élelmiszerhiány volt, ami 1992/1993 telén éhezéshez vezetett. Számos ember halt meg vagy volt az alultápláltság miatt rendkívül lesoványodott állapotban.” |
|  | |

## Fordítás
Ez a szócikk részben vagy egészben  a   Kravica attack (1993) című angol Wikipédia-szócikk ezen változatának fordításán alapul.  Az eredeti cikk szerkesztőit annak laptörténete sorolja fel. Ez a jelzés csupán a megfogalmazás eredetét és a szerzői jogokat jelzi, nem szolgál a cikkben szereplő információk forrásmegjelöléseként.